# Szigeti József (filozófus)
Szigeti József (Rákospalota, 1921. március 19. – Budapest, 2012. szeptember 24.) Baumgarten-jutalommal kitüntetett magyar marxista filozófus, esztéta, egyetemi tanár, a Magyar Tudományos Akadémia rendes tagja. Kutatási területe az ismeretelmélet és a marxista filozófia. Fő eredménye a művészet megformált, valódi tartalommá vált matéria egységéből történő levezetése. 1957 és 1959 között művelődési miniszterhelyettes, 1959 és 1968 között az MTA Filozófiai Intézet igazgatója.

## Életpályája
1939-ben érettségizett, majd beiratkozott a Pázmány Péter Tudományegyetemre, ahol 1944-ben szerzett bölcsészdiplomát. Egyetemi évei alatt az Eötvös Kollégium tagja volt. 1944 és 1945 között a bécsi Collegium Hungaricumban tanult. 1948-ban Londonban vett részt posztgraduális képzésben.
Bécsi hazatérése után középiskolai tanárként kezdett el dolgozni, majd 1946-ban a Pázmány Péter Tudományegyetem filozófia tanszékére kerül, ahol az egyetem 1950-es átszervezése és Eötvös Loránd Tudományegyetemmé történt átnevezése után is maradt. Közben 1949-ben Baumgarten-jutalomban részesült és egyetemi docensnek nevezték ki. 1961-ben kapta meg egyetemi tanári kinevezést az esztétika tanszékre. 1971-ben az I. számú filozófiai tanszék vezetőjévé nevezték ki, amely pozícióját 1990-ig megtartotta. 1991-ben nyugdíjazták. Egyetemi állása mellett az MTA Filozófiai Intézet munkatársaként is dolgozott. 1959-ben kinevezték az intézet igazgatójává, ahol többször is megerősítették. Az intézetet 1968-ig vezette.
1951-ben védte meg a filozófiai tudományok kandidátusi, 1959-ben akadémiai doktori értekezését. Az MTA Filozófiai, valamint Esztétikai Bizottságának lett tagja, később a Szociális Bizottságba is bekerült. 1967-ben választották meg a Magyar Tudományos Akadémia levelező, majd húsz évvel később, 1987-ben pedig rendes tagjává. 1960 és 1975 között a Nemzetközi Hegel Társaság tagja volt. Emellett 1961 és 1969 között a Magyar Filozófiai Szemle főszerkesztője volt. Később a Filozófiai Írók Tára szerkesztőbizottságába is bekerült.
1957 és 1959 között az úgynevezett „Magyar Forradalmi Munkás-Paraszt Kormány” művelődésügyi miniszterhelyettese volt. Minisztériumi munkája során aktívan részt vett az 1956-os forradalom utáni tudományos élet forradalmat támogató szereplőinek leváltásában, menesztésében.

## Munkássága
Kutatási területe az ismeretelmélet, illetve a marxista filozófia és esztétika és a filozófiatörténet.
Munkásságának alapját a szisztematikai/logikai és a történelmi gondolkodás dialektikus egysége határozta meg, azaz a két elem egymásban történő érvényesítését hordozza magában. Fontos eredménye az addigi forma–anyag–tartalom toposz külsődleges vonatkozásainak meghaladása, amelyben az úgynevezett tartalmas forma, valamint a megformált, valódi tartalommá vált anyag (matéria) egységét helyezte a középpontba. Ebből levezette a művészet mint a filozófiai értelemben vett emberi anyagok érzéki megjelenítését és a tudományos gondolkodás alapkategóriáit. E módszert használta a matematikai szimbólumok eszmei tartalmának tisztázásában is. A marxizmus-leninizmus esztétikájának magyarországi megalapozója.

## Családja
1948-ban nősült, felesége Révész Éva. Házasságukból három fiúgyermekük született, egyikük Szigeti Péter jogfilozófus, az állam- és jogtudományok doktora, az Országos Választási Bizottság elnöke volt.

## Főbb publikációi
- Útban a valóság felé (1948)
- A szellemtörténeti újjáértékelés nyitánya: a magyar liberalizmus bírálata (1952)
- Egyetemi előadások a filozófia történetéről a görögöktől Hegelig (1955, 1959)
- Hegel-emlékkönyv; szerk. Szigeti József; Akadémiai, Bp., 1957
- Irodalmi tanulmányok (1959)
- A Marx előtti filozófia története. 2. r. A középkori filozófia története; ELTE, Bp., 1959
- Filozófia történet 1. r. 1. évf. délelőtti és levelező hallgatók részére; MKKE, Bp., 1959
- Bevezetés a marxista esztétikába 1.; ELTE, Bp., 1961
- Denis Diderot – une grande figure du matérialisme militant du XVIIIe siècle (1962)
- A magyar szellemtörténet bírálatához (1964)
- Bevezetés a marxista-leninista esztétikába I–II. (1964–1966, 1971)
- Esztétikai kislexikon; főszerk. Szigeti József; Kossuth, Bp., 1969
- A tudományos gondolkodás forradalma (1984)
- Racionalizmus és irracionalizmus dialektikája (1991)
- Azonosság és Nem-azonosság Azonossága (1998)
- The Identity of the Identity and Non-Identity (1999)
- Intellektuális önéletrajzom. A szellemi ébredezéstől a társadalmi hivatásra ébredésemig 1921–1948. (2000)
- Párttevékenységem és Lukács Györggyel való együttműködésem kezdete – Ezredvég, IX. évfolyam, 8. szám – 1999. augusztus – Hozzáférés: 2013. június 22.
- A mai élet erkölcse – recenzió Prohászka Lajos könyvéről – Magyarok, 1945. szeptember, I. évfolyam 3. szám, 140–142. p. – In: Prohászka Lajos: A mai élet erkölcse – Kísérő írás – XXVIII–XXXI. p. – Hozzáférés: 2013. augusztus 10.